# Хаджійсько
Хаджі́йсько (болг. Хаджийско) — село в Кирджалійській області Болгарії. Входить до складу общини Кирково.

## Населення
За даними перепису населення 2011 року у селі проживали 304 особи, з них 301 особа (99,0%) — турки.
Розподіл населення за віком у 2011 році:
Динаміка населення: